# Wappen der Stadt Ellingen
Das Wappen der Stadt Ellingen ist das Hoheitszeichen der Stadt Ellingen im mittelfränkischen Landkreis Weißenburg-Gunzenhausen.

## Blasonierung
„In Blau ein silberner Mittelschild, darin ein schwebendes blaues Andreaskreuz.“

## Geschichte
Da der Deutsche Orden, dem Ellingen jahrhundertelang gehörte, nur Selbstverwaltungsrechte besaß, bekam der Ort erst 1817 ein eigenes Wappen. Das Andreaskreuz stammt aus dem Ordenswappen. Die Farben Silber und Blau sind die bayerischen Landesfarben. Der Zeitpunkt der Verleihung lässt sich nicht eindeutig belegen, er liegt zwischen 1817 und 1819.